# 메이플 리프 (열차)
메이플 리프(영어: Maple Leaf)는 미국 뉴욕주 뉴욕 펜실베이니아 역에서 캐나다 온타리오주 토론토 유니온 역까지 운행되는 장거리 열차이다.

## 역사 및 현황
1981년에 신설된 열차로 이와는 별도로 캐나다를 잇는 노선은 암트랙 케스케이즈, 애디론댁이 있다. 이 열차는 암프레이트와 식당차, 수화물차, 코치로 구성되어 있다. 캐나다의 철도 기업인 VIA 철도 승무원이 담당하는 반면 암트랙의 승무원은 열차를 운행하고 있다. 2002년에 신조 디젤 기관차 차량이 도입되었다.

## 사진

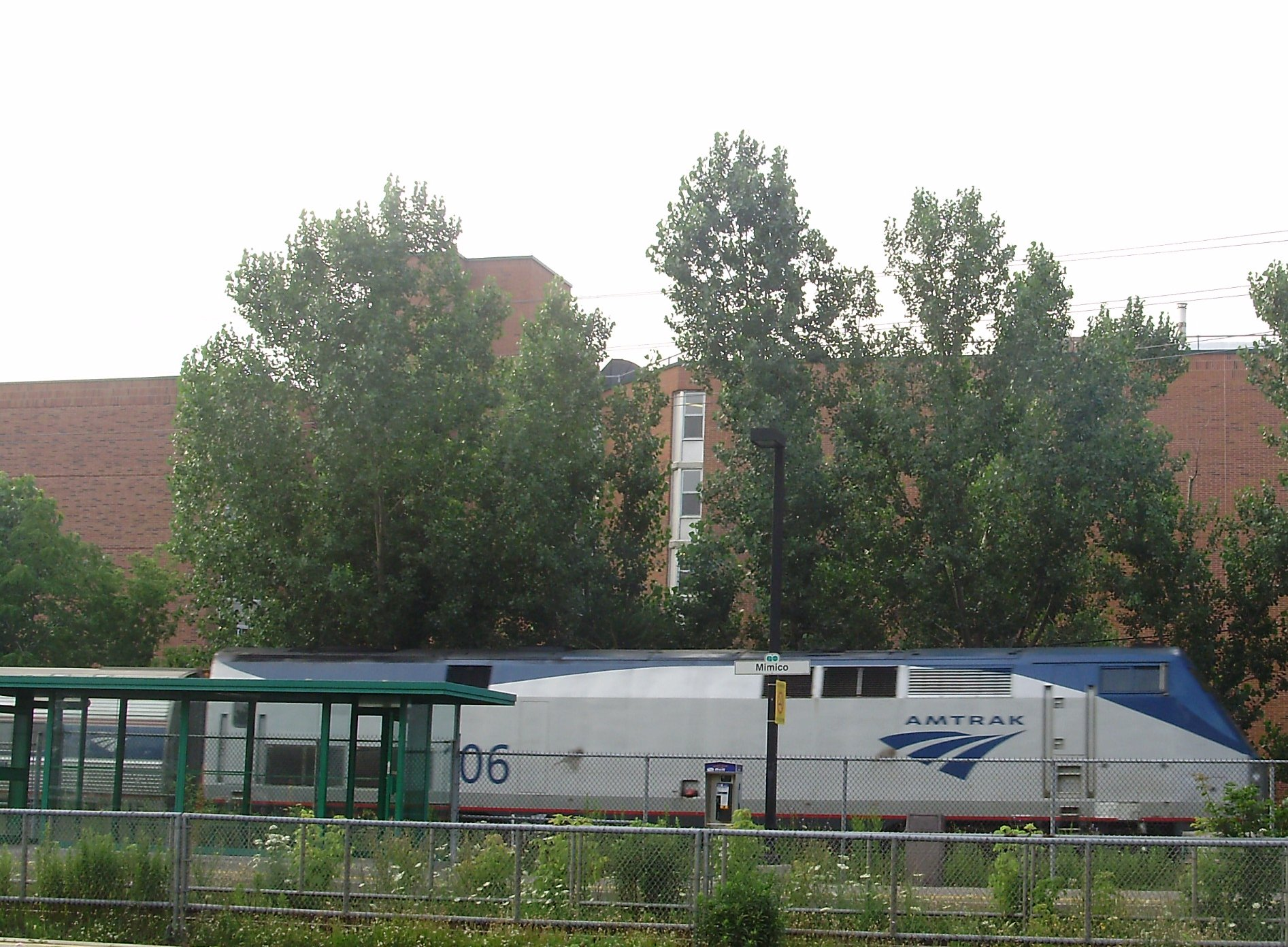
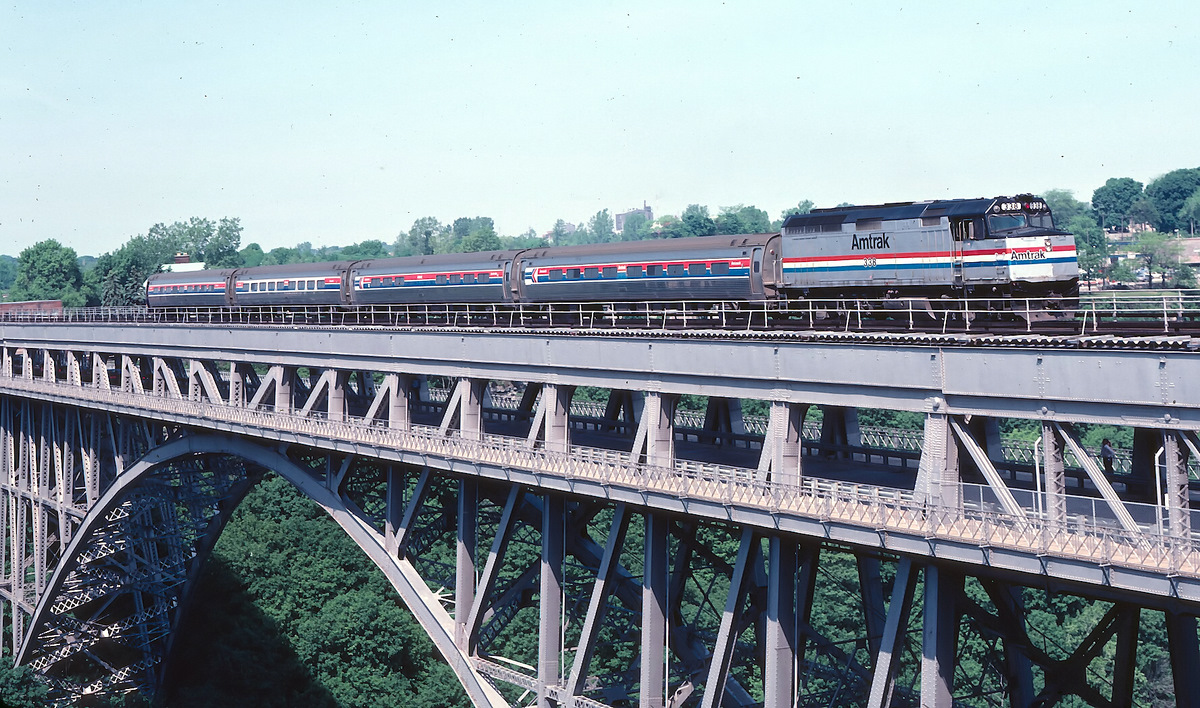
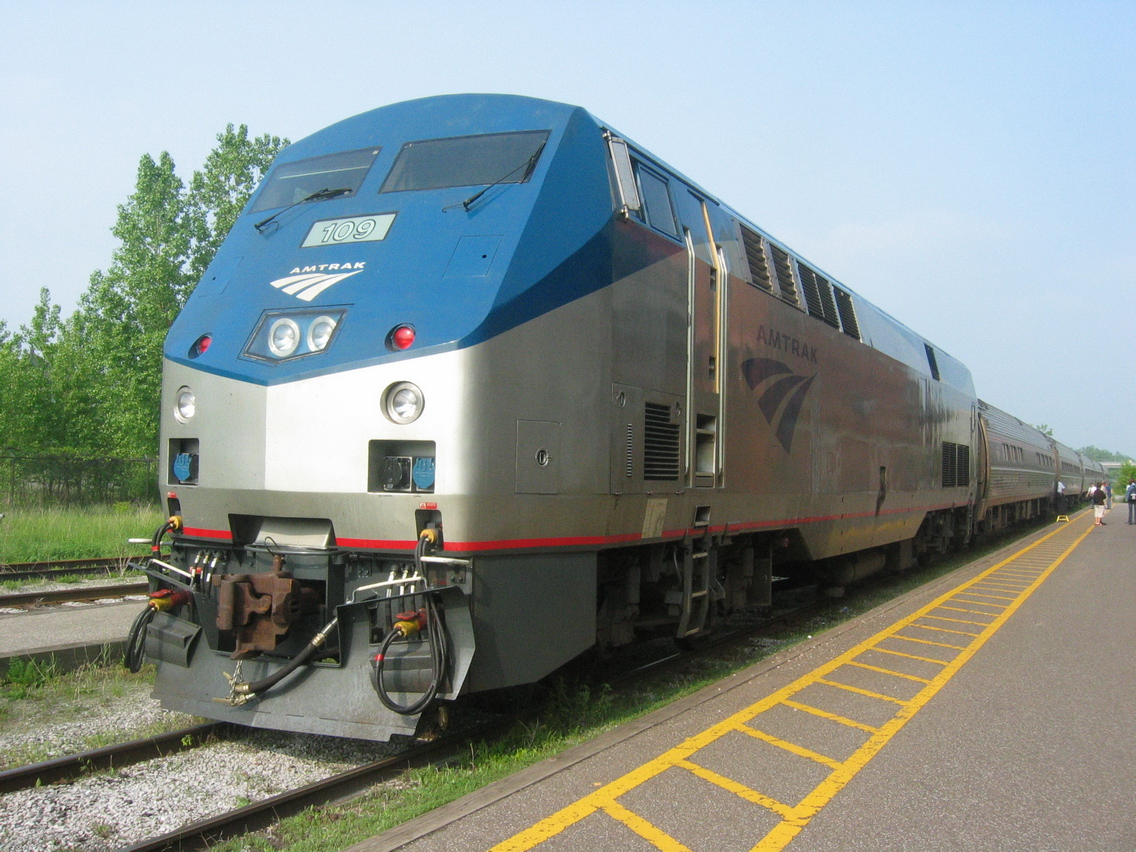
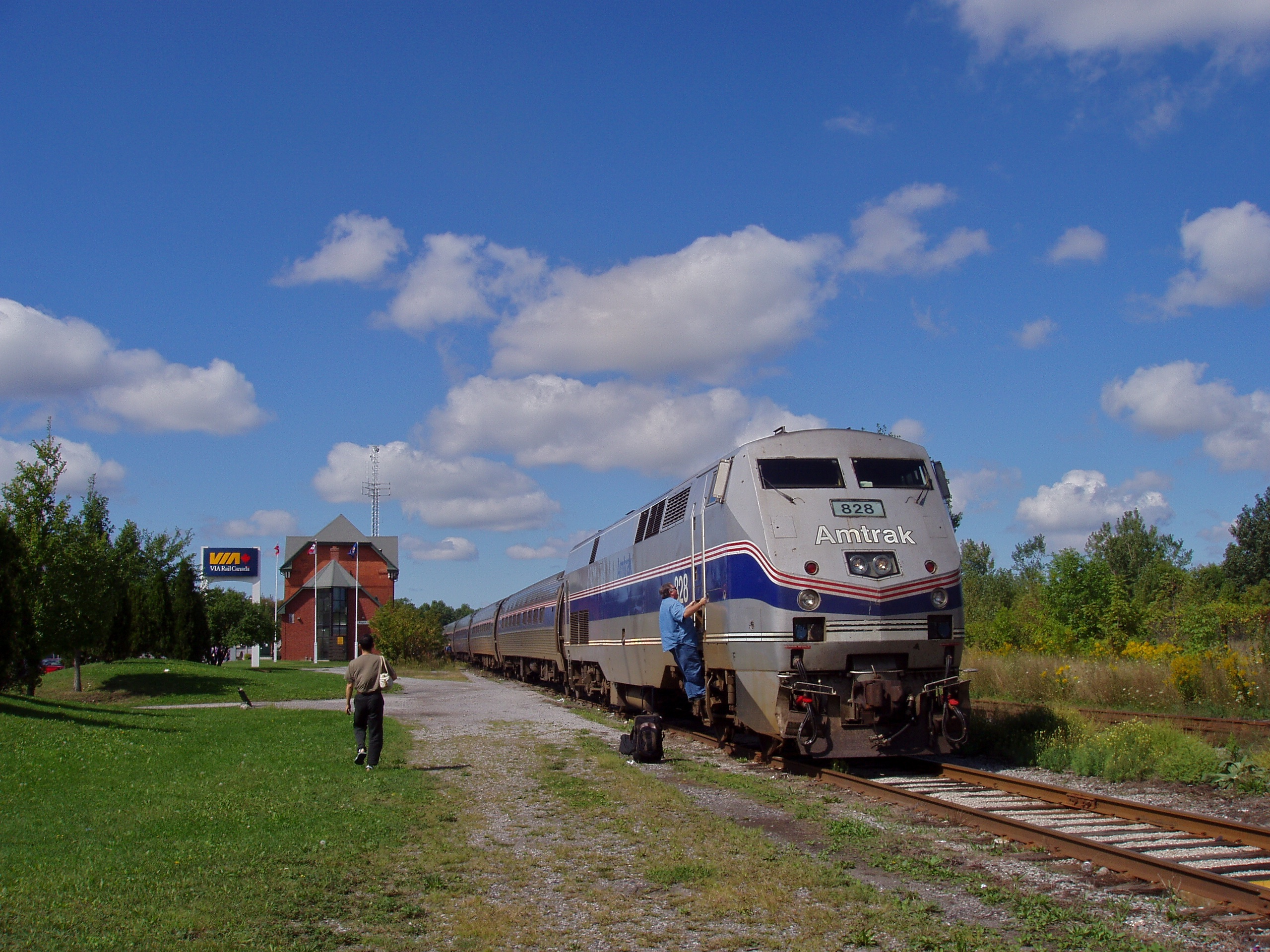
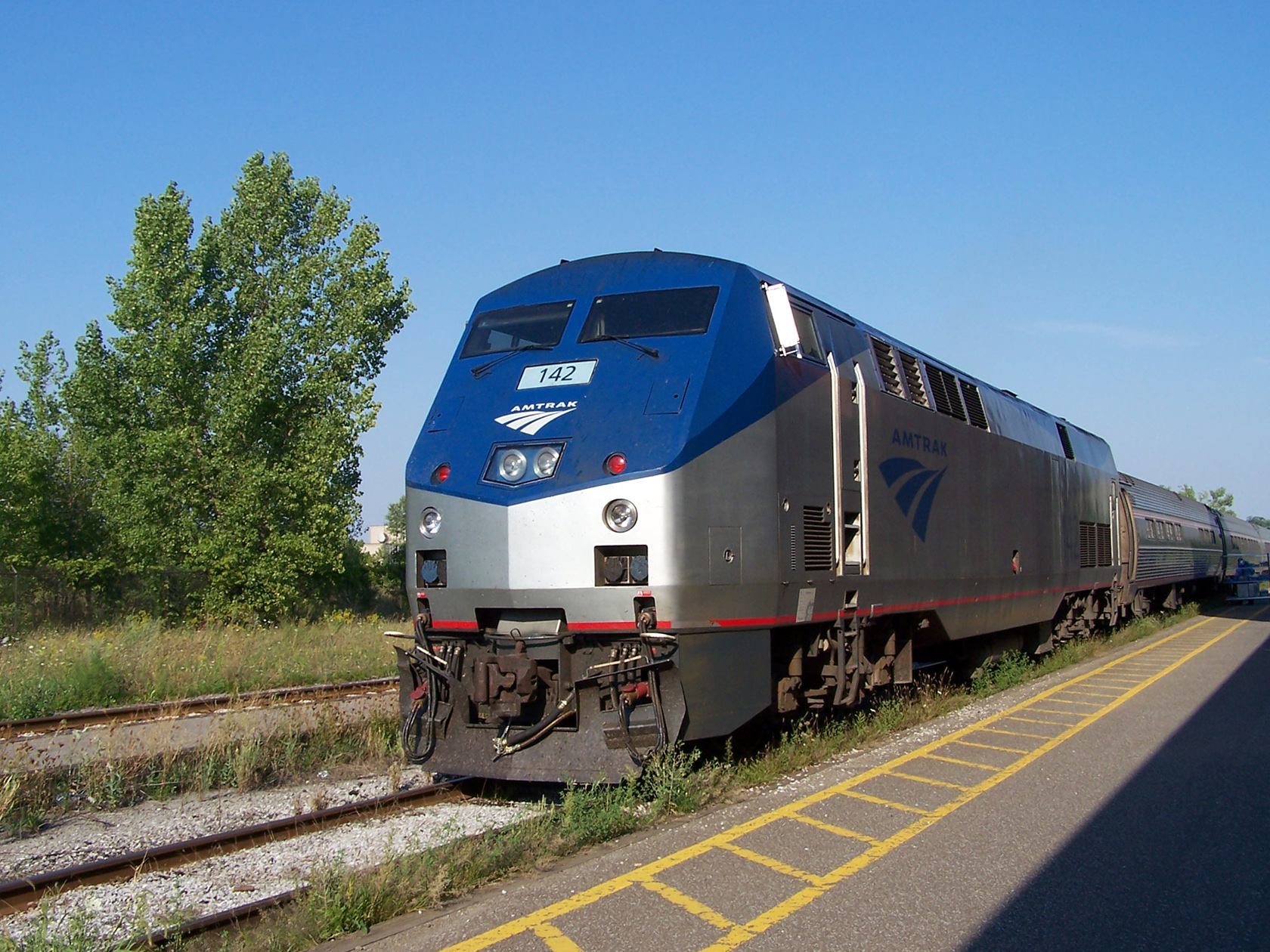
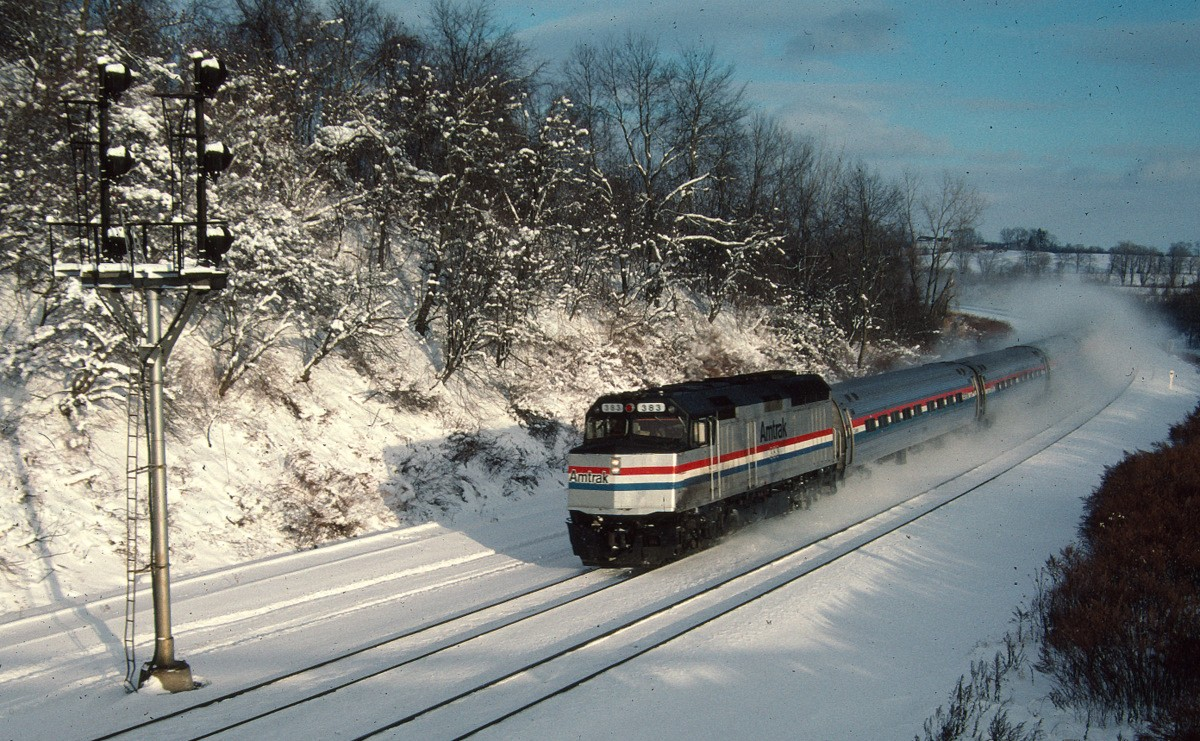